# 等価余剰
等価余剰（とうかよじょう、Equivalent Surplus）は、ある財の価格が変化した時、効用を元に戻すために受け取る金額。
効用の無差別曲線が完全代替的であれば補償余剰と等価余剰は等しくなる。現実には完全代替の効用は少なく、等価余剰の方が補償余剰よりも高くなることが多い。受取意思額（Willingness To Accept）とも言われる。